# チューバッカ
チューバッカ (Chewbacca) は、映画『スター・ウォーズシリーズ』に登場する架空の人物である。森林惑星キャッシーク出身のウーキー族で、年齢は約200歳。

## 人物
愛称は「チューイ」(Chewie) 。ハン・ソロはほぼこの愛称を用いて呼ぶ。ルーク・スカイウォーカーやレイア・オーガナは当初本名で呼んでいたが、親しくなるにつれて愛称を用いるようになった。
ミレニアム・ファルコン号の副操縦士。身長は7.5フィート（約230cm）で、作中の基本言語である「ベーシック」は理解できたが、顔の構造の関係上話すことはできなかったため、ハン・ソロにはウーキー族の言葉で話し、ハン・ソロはチューバッカにはベーシックで話している。またベーシックを話せたとしても、ウーキー族の民族的な信条として、その言葉は使おうとはしないとする説もある。
愛用する武器は、金属製の矢をビームエネルギーでコーティングした状態で撃ち出す、ウーキー族の射撃武装である「ボウキャスター」（別名：ウーキー・クロスボウ）。非常に高い威力を誇るが、射撃の際の反動も大きい。これを苦もなく使いこなせるのはウーキー族の強靭な肉体があればこそと言える。
その風貌ゆえに、下等な未開民族であるかのような誤解も受けやすいウーキー族は、しばしば他の種族によって不当な扱いを被ることがある。事実、奴隷商人を生業とするトランドーシャンに至っては、ウーキーは過酷な労働によく耐え、死ねば毛皮として売れる良い商品だとすら見なしていた。
ウーキー族は森林によく適応し、単純で素朴な生活を好んだだけの話で、実際はメカニックエンジニアとしての才能において、他種族に劣ることはなく、チューバッカ自身も優れたメカニックエンジニアである。エンドアの戦いでは同じ森林種族であるイウォークの戦士たちと意気投合し、共に帝国のAT-STに樹上から乗り移って奪取する活躍を見せている。
突然怒り出す癇癪持ちのような印象があるが、これはウーキー族の表情が外見からは計り難いからに他ならず、オーバーアクションなのも、感情をボディーランゲージで示しているだけに過ぎない。ウーキー族は非常に忍耐強いだけに、一度怒りが爆発すると、後に遺恨を残さないのもまた、ウーキー族の良いところである。
ウーキー族は基本的に誇り高く聡明で、また非常に義理堅い。また勇敢な戦士にして、長命で思慮深く、なにより名誉を重んじる種族である。共和国時代から、その存在は畏敬を持って語られ、ウーキー族を助けることも、また助けられることも、大変な栄誉だとされている。ただ、エピソード4にてレイア姫からは「毛むくじゃらの歩く絨毯」と身体的特徴を罵られる不当な差別を受けており、銀河世界全体での一族の地位はやはり低いものだったようである。
ハン・ソロとの関係において、チューバッカは銀河帝国の過酷な労働から救い出してくれたハン・ソロに強い義理と友情を感じており、元来自活主義者で他の種族とはあまり交流のないウーキー族にしては、強い絆で結ばれている。そしてハン・ソロもまた、如何なる時でも頼もしい友人として、チューバッカに深い信頼と友情を感じているのである。
また『エピソード3/シスの復讐』では、クローン軍団を率いるヨーダと共にクローン大戦を戦っており、その後シスの陰謀により裏切ったクローンからのヨーダの逃走を援助、別れを惜しむシーンが描かれている。
『フォースの覚醒』では、長年連れ添ったハン・ソロがカイロ・レンに殺害された瞬間に居合わせ、深い悲しみと共に激昂し、カイロ・レンにボウキャスターで手傷を負わせている。崩壊するスターキラー基地にミレニアム・ファルコンを操縦して、レイとフィンを助けた。
『最後のジェダイ』ではレイはミレニアム・ファルコンの船長として引き継ぎ共に行動することとなった。潜伏先のオクトーでルークは修行を拒否した。啖呵を切った行動で再会を果たした。クレイトの戦いではミレニアム・ファルコンを操縦してTIEファイターを引き付け全滅させた。
『スカイウォーカーの夜明け』ではランド・カルリジアンとの再会を果たしその後、ファースト・オーダーに捕まるがレイ達に助けられた。レイアが死去したのを知りショックを受けた。しばらくして立ち直りエクセゴルの戦いではミレニアム・ファルコンでランドと共に人民の艦隊を率いてファイナル・オーダーを壊滅に追い込むことに成功した。勝利した際にマズ・カナタからメダルを送られた。
『スター・ウォーズ/クローン・ウォーズ (テレビアニメ)』シーズン3最終話「囚われのパダワン パート2」において、アソーカ・タノと共演している。
スターウォーズレジェンドでは『ユージャン・ヴォング戦争』の世界で､スターウォーズの外銀河から侵略してきたユージャン・ヴォング達の銀河侵攻による戦争で､チューバッカは命を落としている。

## 設定裏話
- ハン・ソロの相棒は、当初標準的なヒューマノイドの予定だったという。しかし、どうにもしっくり来る配役が決まらず、ジョージ・ルーカスがある日買物に出た際に、彼の愛犬のアラスカンマラミュート犬のインディアナが、いつもの様に助手席にちょこんと座るのを見て、この毛モジャな巨漢のイメージが固まったのだという。なお、名前の“インディアナ”は、ルーカスの別の作品のキャラクター「インディアナ・ジョーンズ」に流用された。
- チューバッカの着ぐるみの毛は、アンゴラとヤギの毛を混ぜ合わせて作られている。
- チューバッカの声は、音声エンジニアのベン・バートが、熊とアザラシとオットセイとアナグマの声を混ぜ合わせて作った。
- チューバッカを演じたピーター・メイヒューは、『シンドバッド虎の目大冒険』のミノタウロス役（アニメートするための元アクション役）も担当している。メイヒューは『スター・ウォーズ』で起用されるまで病院の職員として働いており、演技とは無縁の生活を送っていたが、ルーカスが思い描くイメージと彼が見事に合致した（彼は身長が2m21cmもある長身だった）ため、一目見ただけで起用された。
- 『シスの復讐』でチューバッカを演じることになった際に、ピーター・メイヒューは、「チューバッカ役でこの世界に戻ってくるのは嬉しいよ。『シスの復讐』でチューバッカが再登場するのは、スター・ウォーズ・サーガを一つにするためにぴったりのアイデアだと思う。特に、ウーキー・ファンにとってはね」とコメントしている。また、チューバッカの根強い人気について、メイヒューは、「彼は言葉は話さないけど、誰もが感じていることを表現する。それに、抱き締めたくなるような愛らしさがあるから、子供だけでなくあらゆる年代は人々に受け入れられるんだ。チューバッカは、柔らかくて、可愛いぬいぐるみの熊のような存在なんだね。でも、時には癇癪を起こすこともある。そんなところも含めて、このキャラクターの魅力となっているんだろうね」とコメントしている[2]。
- 『フォースの覚醒』では、ピーター・メイヒューは高齢に加えて膝に問題を抱えていたため、アクションシーンの一部はフィンランド人のバスケットボール選手兼俳優のヨーナス・スオタモが演じた[1]。メイヒューの年齢の問題もあり（2019年4月30日にメイヒューは亡くなる）、次作『スター・ウォーズ/最後のジェダイ』以降はスオタモに完全に交代した[3]。